# Yannick Verhoeven
Yannick Verhoeven (Oosterhout, 22 oktober 1990) is componist en musicus, hij is met name bekend onder de artiestennaam Ramses3000. Voorheen was hij samen met Joep Schmitz onderdeel van de electro-chaabi band Cairo Liberation Front en met Jasper Grave onderdeel van de band G.O.D. Daarnaast is hij onderdeel van de band Coloray, met Raynor de Groot, waarmee ze onder andere speelden op Lowlands, Wildeburg en Melt! festival. Verhoeven is op dit moment woonachtig in Tilburg.

## Carrière

### Vroege Carrière
Het eerste bekende muzikale wapenfeit van Verhoeven is zijn rol als bassist in het uit Oosterhout en Roosendaal afkomstige trio Johnny Stardust. Met deze band namen ze deel aan de Popronde in 2009. In 2010 verscheen EP ‘What’s In It For Me?’, waarin Verhoevens destijdse voorliefde voor Britpop goed is terug te horen.
Nadat Verhoeven na een half jaar studeren in Zweden terugkeerde in Nederland, concludeerde hij dat zijn muzieksmaak dusdanig veranderd was dat hij Johnny Stardust vaarwel moest zeggen. De band stopte in 2012. Tegelijkertijd startte Verhoeven zijn nieuwe werkzaamheden bij muziekfestival Incubate.

### Cairo Liberation Front
In 2012 ontdekten Joost Heijthuijsen en Verhoeven samen met John Doran video's van Egyptische electro-cha3bi artiesten op YouTube. Dit leidde tot de oprichting van Cairo Liberation Front (CLF), geïnspireerd door The KLF, een band bekend om hun kritische houding tegenover de muziekindustrie. Verhoeven en Heijthuijsen verspreidden deze Egyptische muziekstroming door middel van mixtapes en dj-sets.
Samen met Joep Schmitz als MC en zangeres Bagdaddy verwierf de muziekgroep internationale erkenning dankzij hun energieke dj-sets en punkrock ethos. Ze kregen aandacht in publicaties als The New York Times. Door The Guardian werd de band uitgeroepen tot The Best Middle Eastern and North African Music of 2014. Ook radiozenders WDR, ARTE en ORF maakte special reports over de groep. In de periode van 2013 tot en met 2020 toerde Cairo Liberation Front actief door Europa; van Parijs en Dubai tot Lissabon en Moskou en op festivals als Dour, Pukkelpop en Best Kept Secret.
Met Cairo Liberation Front vond Verhoeven zijn rol in het produceren van elektronische muziek. Naast remixes voor o.a. Clap! Clap!, Populous, Broken Brass, Jabo en Flamingods, werkte Cairo Liberation Front met verschillende artiesten samen zoals High Wolf, Rizan Said, Gharib, Bagdaddy, Naujawanan Baidar en Al Lover. De Eurabia EP-reeks uit, bestaande uit Eurabia I, Eurabia II en Eurabia III belichaamde de DIY-ethos van Cairo Liberation Front. De naam "Eurabia" was dan ook een reactie op haatzaaiende tweets van Geert Wilders over Eurabië. De nummers Dunya en Sagira uit Eurabia II werden in 2024 gebruikt in de soundtrack van de Netflix-productie Lonely Planet. 
Ze lanceerden een clubavond genaamd Eurabia waar voornamelijk artiesten uit het Midden-Oosten speelden. Deze avonden vonden plaats tijdens evenementen als Amsterdam Dance Event en Incubate Festival.

### G.O.D.
G.O.D. is een muzikaal project van Yannick Verhoeven en Jasper Graeve dat bekend staat om een experimentele en eclectische benadering van muziek. Opgericht in Eindhoven mengde deze Brabantse supergroep invloeden uit hiphop en punk, en trad op tijdens evenementen zoals Night Of Satan en Nightbirds. Hun muziek had een duistere thematiek, zoals te merken is in nummers als “Satan”, “Demons” en “Hell” van het album Non Est Deus (2017).
De single “Dark”, uitgebracht via Satan Records, opende met een quote uit de film Carlito’s Way. Ondanks hun invloedrijke aanwezigheid in de muziekscene, is de groep nooit officieel beëindigd, maar wel een tijd lang inactief gebleven. In 2024 blies Verhoeven de groep nieuw leven in met een remix voor de Utrechtse metalband Throwing Bricks.

### Ramses3000
Na Cairo Liberation Front werd het tijd voor Verhoeven om verder te gaan als solo-artiest. Als artiest bracht hij de albums Nadja en Thalamus uit, die beide bekend staan om hun hoge conceptuele karakter en multidisciplinaire aanpak. De naam Ramses3000 is geïnspireerd op de Egyptische farao's, en het nummer 3000 is een eerbetoon aan een van Verhoeven's grootste inspiratiebronnen: André 3000. 

#### Nadja
Het album Nadja, is geïnspireerd door en draagt de naam van een boek door de Franse schrijver André Breton. Verhoeven presenteerde het album voor het eerst tijdens een releaseshow op Into The Great Wide Open. Op het podium waren daarbij ook de uit Sierra Leone afkomstige Mash P en de Franse dichter Maud Sztern die tevens op het album verschijnen. Op dit album zijn nog veel invloeden terug te horen vanuit zijn tijd bij Cairo Liberation Front, met maar liefst zeven samenwerkingen uit het Midden-Oosten en Afrika op het album. Verhoeven maakte het artwork voor dit album zelf, met behulp van collage-technieken.    

#### Thalamus
Naarmate de jaren vorderen kreeg Verhoeven behoefte om een andere muzikale kant in te slaan. Hij raakt geïnteresseerd in ambient, new-age en neo-klassieke muziek en begint met het componeren van muziek in de stijl van Jon Hassell, Brian Eno, and Laraaji. Dit allemaal met als doel muziek te creëren om stress te verminderen. 
Met dat doel verhuisde hij in 2022 zijn studio naar Park Zuiderhout, een historisch klooster en verpleeghuis voor ouderen, gelegen in het zuiden van Nederland. Geïnspireerd door rustgevende muziek wilde Verhoeven muziek componeren die de luisteraar in staat stelt te ontspannen en de prikkels van het dagelijks leven te verwerken.
Verhoeven toonde Thalamus op verschillende platforms. Van prestigieuze tentoonstellingen in Museum De Pont, Stedelijk Museum Breda en Theater de Nieuwe Vorst tot het uitvoeren van 'Thalamus' als kunstinstallatie op gerenommeerde festivals als Amsterdam Dance Event, November Music en Boring Festival.
Ook in het artwork van dit album toont Verhoeven zijn inventiviteit, en DIY-mentaliteit. Ook dit artwork creëerde hij zelf, ditmaal met behulp van inkt, scanners en glazen platen en spiegelmateriaal. Verhoeven exposeerde tevens met het werk in het Chassé Theater Breda. 

## Nevenactiviteiten

### Intercept Records
Verhoeven speelt een prominente rol bij Intercept Records. Hij bracht hier zijn albums Nadja en Thalamus uit. Naast zijn muzikale bijdragen was Verhoeven verantwoordelijk voor de vertaling van de artistieke kwaliteit van de artiesten in de narratieven van Intercept Records. Hij zorgde daar voor het opbouwen en vormgeven van de verhalen rondom de artiesten van het label, wat bijdroeg aan de unieke positionering en branding van het label.

### Coloray
Verhoeven maakt actief deel uit van de live performance van Coloray, de live act van Raynor De Groot. 

### Kraakkelder
Sinds juli 2024 is Verhoeven betrokken bij Theater de Nieuwe Vorst als programmeur van de Kraakkelder, een culturele ruimte die zich richt op jonge makers. 

## Discografie

### Ramses3000
| Titel                                                    | Type   | Label     | Catalogusnummer | Jaar |
| -------------------------------------------------------- | ------ | --------- | --------------- | ---- |
| Genie Wit A Message (In A Bottle)                        | Single | Intercept | INT004          | 2019 |
| Ataraxia                                                 | EP     | Intercept | INT014          | 2020 |
| TJ Manta – Sarah's Private Show / Amazonia (The Remixes) | Remix  | Intercept | INT011          | 2020 |
| Nadja                                                    | Album  | Intercept |                 |      |
| Tukaba / Jean Arp                                        | EP     | Intercept | INT035          | 2022 |
| PNEM - Hellux (Ramses3000 Remix)                         | Remix  | Intercept | INT047          | 2023 |
| Thalamus                                                 | Album  | Intercept | INT060          | 2024 |

### Cairo Liberation Front
| Titel                                                  | Type   | Label             | Jaar |
| ------------------------------------------------------ | ------ | ----------------- | ---- |
| Voodoo Mama                                            | Remix  | Goomah            | 2016 |
| Nymphaea Caerulea                                      | EP     | Höga Nord Rekords | 2017 |
| Habibi (Jairo, Cairo Liberation Front & TT The Artist) | Single |                   | 2018 |
| Eurabia Vol.1                                          | EP     | Byrd Out          | 2018 |
| Sagira                                                 | Single |                   | 2019 |
| Bila Hedud (Cairo Liberation Front & Gharib)           | Single |                   | 2019 |
| Basha                                                  | Single |                   | 2019 |
| Eurabia Vol. 2                                         | EP     |                   | 2019 |
| Lorenzo_BITW - Pika (Cairo Liberation Front Remix)     | Remix  |                   | 2019 |
| Asif                                                   | Single |                   | 2020 |
| Eurabia Vol. 3                                         | EP     |                   | 2020 |

### G.O.D.
| Titel                     | Type   | Label         | Jaar |
| ------------------------- | ------ | ------------- | ---- |
| Non Est Deus              | Album  | Self Released | 2017 |
| FTS                       | Single | Self Released | 2018 |
| Dark                      | Single | Self Released | 2018 |
| Heaven - Heathens         | Single | Self Released | 2019 |
| Safta - Remixed by G.O.D. | Remix  | Can Of Worms  | 2024 |